# فيليب فريدمان
فيليب فريدمان (بالإنجليزية: Filip Friedman؛ بالبولندية: Filip Friedman) هو مؤرخ أمريكي وبولندي، ولد في 27 أبريل 1901 في لفيف في أوكرانيا، وتوفي في 7 فبراير 1960 في نيويورك في الولايات المتحدة.